# Line describing a cone
 Line describing a cone és una pel·lícula artística feta per Anthony McCall el 1973 i que actualment forma part de la col·lecció permanent del MACBA.

## Història
A finals dels anys seixanta, un nombre d'artistes reconeguts amb formació en escultura, entre els quals hi havia Robert Morris, Richard Serra i Robert Smithson, van adoptar el cinema com a mitjà d'expressió. El seu interès coincidia amb el d'alguns cineastes que exploraven els processos formals del cinema. Line Describing a Cone d'Anthony McCall (St. Paul's Cray, Anglaterra, 1946), projectat per primera vegada a Fylkingen (Estocolm) el 30 d'agost de 1973, va ser un dels treballs pioners d'aquesta línia d'avantguarda. Si bé en un primer moment es va presentar en contextos de cinema independent, aviat es va exposar en museus d'art i es va convertir en una obra clau per al moviment artístic que expandia les arts visuals cap al cinema.
Anthony McCall ha recuperat el seu treball amb instal·lacions de llum dels anys setanta i hi ha incorporat mitjans digitals. En concret, el 2010, l'artista va fer una nova versió digital del seu film de 16 mm que duia per títol Line Describing a Cone 2.0, i que es va projectar a la Tate Modern de Londres el mateix any.

## Descripció

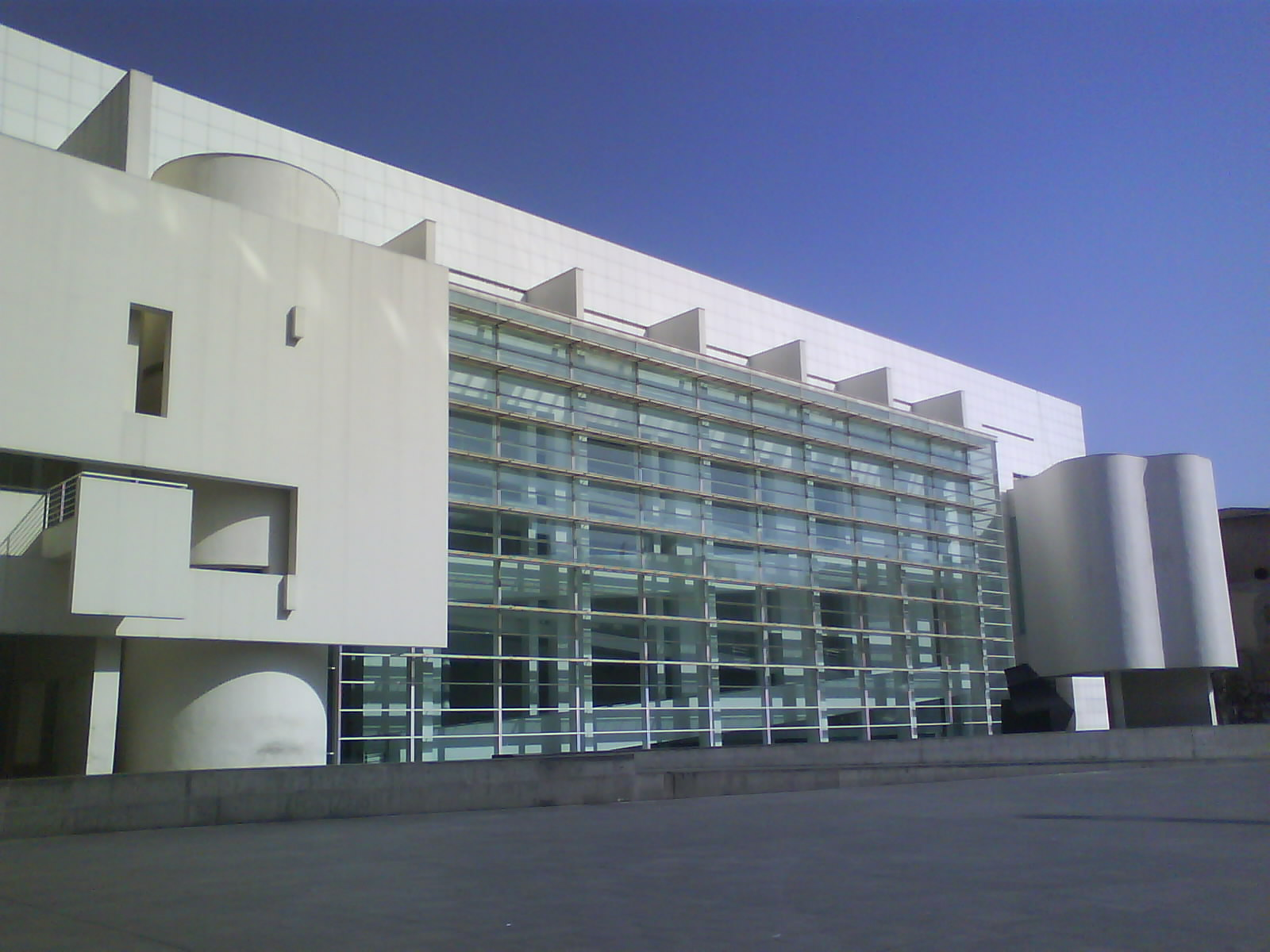
El Museu d'Art Contemporani de Barcelona, on es conserva l'obra

Line Describing a Cone qüestiona totes les convencions cinematogràfiques. L'obra comença amb un punt blanc sobre un fons negre. Després, i durant mitja hora, el punt s'amplia fins que es converteix en un cercle. Mentrestant, el raig de llum entre la pantalla i el projector es visualitza gradualment com una escultura cònica. L'espectador no té un punt de mira únic. No hi ha seients i, per tant, segons com es desplaci entre la pantalla i el projector, la perspectiva del feix de llum canvia.

## Exposicions
Actualment exposada al MACBA, l'obra ha format part de destacades retrospectives. Fins a l'exposició Into the Light: The Projected Image in American Art, 1964-1977, organitzada el 2002 al Whitney Museum of American Art de Nova York, s'havia projectat en format cinema: quan hi havia prou públic, s'engegava el projector. D'aleshores ençà, s'ha presentat en projecció contínua. Altres exposicions on s'ha mostrat són X-Screen: The Expanded Screen: Actions and Installations of the Sixties and Seventies al Museum Moderner Kunst de Viena (2004); Expanded Cinema: Film as Spectacle, Event, Performance al Hartware Medien Kunstverein de Dortmund (2004); The Expanded Eye a la Kunsthaus de Zuric (2006); i Projections: Beyond Cinematic Space a la Hamburger Bahnhof de Berlín (2006-2007).